# 라형진
라형진(羅炯眞, 1977년 2월 5일 ~ )은 전 KBO 리그 삼성 라이온즈의 선수이자 현 코리아 드림 리그 의정부 신한대학교 피닉스 투수코치이다. 쌍방울 레이더스의 2차 1순위 지명을 받았으나, 지명권 양도로 삼성 라이온즈에 입단하였다. 경찰 야구단의 창단 멤버였으나, 복무 도중 삼성 라이온즈에서 완전히 방출되었다.

## 출신학교
- 경동고등학교
- 한양대학교